# Philadelphia Eagles
Els Philadelphia Eagles (en català Àguiles de Filadèlfia) són una franquícia de futbol americà professional de la National Football League de la ciutat de Filadèlfia, Pennsilvània. Formen part de la Divisió Est de la Conferència Nacional (NFC) dins l'NFL. El seu estadi és el Lincoln Financial Field, inaugurat l'any 2003, tot i que durant les anteriors tres dècades jugaven al Veterans Stadium. Tradicionalment els seus colors són el verd i el blanc, amb diversos matisos i combinacions, que han incorporat el platejat.
Fundats el 1933 al llarg de la seva història els Eagles han guanyat tres campionats de l'NFL (1948, 1949 i 1960) i una Super Bowl i quatre títols de la Conferència Nacional. També van guanyar un títol de conferència pre-Super Bowl de l'NFL Est del 1960, i un total de catorze campionats de divisió entre el 1947 i el 2019.

## Palmarès
- Campionats de lliga (4)
  - Campionats de Super Bowl (1): 2017 (LII).
  - Campionat de la NFL (abans de la fusió AFL-NFL): 1948, 1949, 1960.
- Campionats de conferència (4)
  - NFL Est: 1960.
  - NFC: 1980, 2004, 2017, 2022.
- Campionats de divisió (14)
  - NFL Est: 1947, 1948, 1949.
  - NFC Est: 1980, 1988, 2001, 2002, 2003, 2004, 2006, 2010, 2013, 2017, 2019.

## Estadis
- Baker Bowl (1933–1935)
- Philadelphia Municipal Stadium (1936–1939, 1941)
- Connie Mack Stadium (1940, 1942–1957)
- Franklin Field (1958–1970)
- Veterans Stadium (1971–2002)
- Lincoln Financial Field (2003–present)